# Сју Ђају
Сју Ђају (кин: 徐嘉余, пинјин Xu Jiayu; Венџоу, 19. август 1995) кинески је пливач чија ужа специјалност су трке леђним стилом. Двоструки је учесник Олимпијских игара, двоструки светски првак у тркама на 100 леђно и светски рекордер у истој трци у малим базенима, вишеструки национални првак и рекордер.

## Спортска каријера
Ђају је веома рано научио да плива, још као четворогодишњи дечак, захваљујући својој мајци Ју Џенџен која се својевремено такође бавила такмичарским пливањем, као специјалиста за делфин стил. Три године касније почео је и са озбиљнијим тренинзима.
Са такмичењима у сениорској комкуренцији је започео током 2010. године, а први велики успех у каријери био му је пласман на Олимпијске игре 2012. у Лондону, где је наступио у квалификацијама трке на 200 леђно (28. место). У децембру сите године по први пут је наступио на неком од светских првенстава, пошто је учествовао на првенству у малим базенима у Истанбулу.
Годину дана касније, на светском првенству у Барселони 2013. по први пут у каријери је успео да се пласира у финале, пошто је у трци на 200 леђно заузео седмо место.
Прве медаље у каријери је освојио на Азијским играма 2014. у Инчону где је освојио укупно четири медаље, од чега једну златну у штафетној трци на 4×100 мешовито. На светском првенству у Казању 2015. успео је да се пласира у финала на 100 леђно (4. место) и 200 леђно (6. место).
Свој други наступ на Олимпијским играма је имао у Рију 2016. где је успео да се пласира у финале све три дисциплине у којима се такмичио. Најбољи резултат је постигао у трци на 100 леђно у којој је освојио сребрну медаљу, своју прву медаљу на Олимпијским такмичењима.
На светском првенству у Будимпешти 2017. освојио је златну медаљу у трци на 100 леђно, поставши тако првим кинеским пливачем у историји који је постао светским прваком у тој дисциплини.
На Азијским играма у Џакарти 2018. освојио је укупно 5 златних медаља, укључујући и злата на све три појединачне трке леђним стилом.
На светском првенству у корејском Квангџуу 2019. са успехом је одбранио титулу светског првака на 100 леђно, док је трке на 50 и 200 метара окончао на петом месту у финалима.